# 중앙산지관리위원회
중앙산지관리위원회는 산지의 합리적인 보전과 이용에 관한 사항을 심의하기 위하여 설치된 대한민국 산림청 소속의 자문위원회이다.

## 설치 근거
- 산지관리법 제22조

## 기능
- 보전산지 지정절차에 관한 사항
- 보전산지의 변경·해제에 관한 사항
- 산지구분 타당성 조사에 관한 사항
- 산지전용제한지역의 지정에 관한 사항
- 산지전용제한지역지정의 해제에 관한 사항

## 조직
- 위원장 : 산림청 차장
- 위원 : 총 48명 (당연직 8, 위촉직 40명)

## 운영
- 본회의
- 분과회의
  - 제1분과위원회
  - 제2분과위원회